# Scettro dell'Armillare

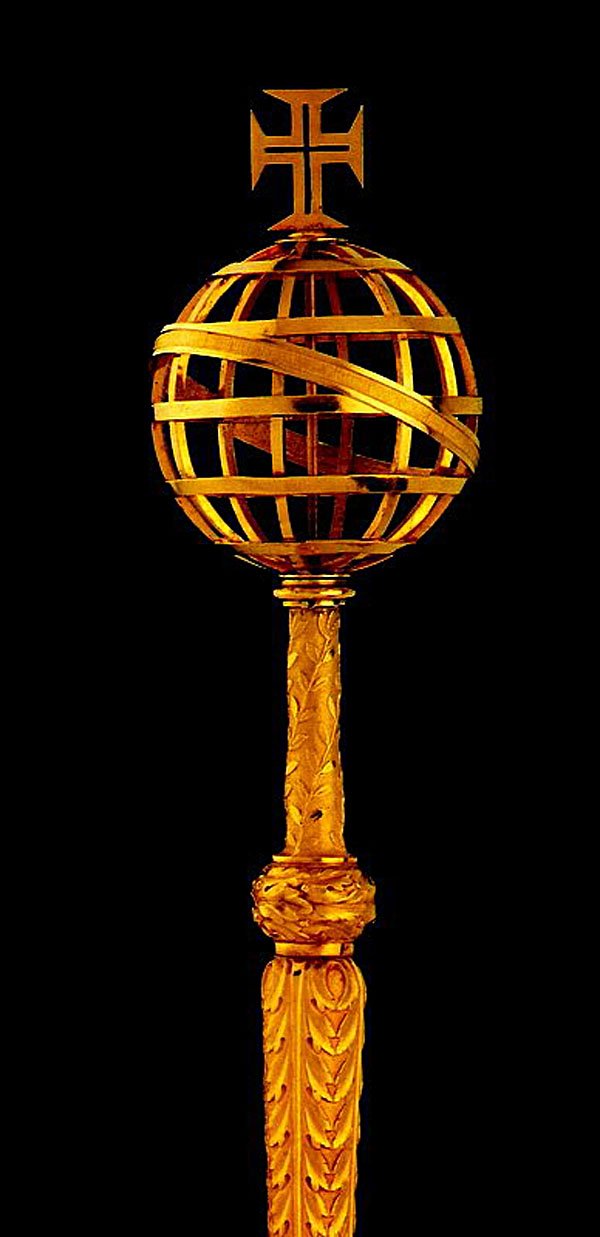
Lo Scettro dell'Armillare

Lo Scettro dell'Armillare, conosciuto anche con il nome di Scettro del Regno Unito di Portogallo, Brasile ed Algarves (Ceptro Armilar; Ceptro do Reino Unido de Portugal, do Brasil, e dos Algarves in portoghese), è uno scettro che fa parte dei gioielli della corona del Portogallo. Fu creato nel 1817, per la proclamazione di Giovanni VI come re della nuova formazione politica.

## Descrizione
Composto interamente d'oro, lo scettro presenta diversi simboli tradizionali della monarchia portoghese. Sulla sommità riporta una sfera armillare che, già adottata come parte del proprio blasone personale da Manuele I nel XV secolo, divenne simbolo delle esplorazioni e delle conquiste portoghesi all'inizio dell'Età Moderna. Associata a diversi stemmi coloniali, venne adottata come parte integrante dello stemma nazionale solo nel 1816, con l'elevazione del Brasile a regno, e come rappresentativo del dominio pluricontinentale portoghese.
Sulla sommità della sfera campeggia una croce dell'Ordine del Cristo, nato in Portogallo dopo la soppressione dell'Ordine Templare nel 1312 e di cui tutti i sovrani portoghesi a partire dal 1551 erano automaticamente dichiarati Gran Maestri. Simbolo di lunga data della monarchia lusitana, la croce compariva già sulle vele dei vascelli che attraversavano l'oceano, sulla monetazione dei Reais nonché su numerosi altri stemmi e simboli reali e coloniali.

## Storia
Lo scettro fu commissionato nel 1817 dopo il trasferimento della corte portoghese in Brasile e fu fabbricato nell'officina dell'orafo reale Dom António Gomes da Silva, a Rio de Janeiro. Attualmente è custodito nel Palazzo Nazionale di Ajuda, insieme con gli altri pezzi della gioielleria della corona, sebbene non sia esposto al pubblico